# SummerSlam (1991)
SummerSlam (1991) foi o quarto evento anual do SummerSlam, promovido pela World Wrestling Federation (WWF) e transmitido por pay-per-view. Aconteceu dia 26 de agosto de 1991 no Madison Square Garden na cidade de Nova Iorque.

## Resultados
| Nº                                          | Resultados | Estipulações                                                                                    | Tempo |
| ------------------------------------------- | --- | ----------------------------------------------------------------------------------------------- | ----- |
| Dark                                        | Koko B. Ware derrotou Kato | Luta individual                                                                                 | 6:03  |
| 1                                           | The British Bulldog, Ricky Steamboat, e The Texas Tornado derrotaram The Warlord e Power and Glory (Paul Roma e Hercules) (com Slick) | Luta de trios                                                                                   | 10:43 |
| 2                                           | Bret Hart derrotou Mr. Perfect (c) (com Coach)                                                                                        | Luta individual pelo WWF Intercontinental Championship                                          | 18:04 |
| 3                                           | The Natural Disasters (Earthquake e Typhoon) (com Jimmy Hart) derrotaram The Bushwhackers (Butch e Luke) (com André the Giant)        | Luta de duplas                                                                                  | 6:27  |
| 4                                           | Virgil derrotou Ted DiBiase (c) (com Sensational Sherri)                                                                              | Luta individual pelo Million Dollar Championship                                                | 13:11 |
| 5                                           | The Big Boss Man derrotou The Mountie (com Jimmy Hart)                                                                                | "Luta de presidiários"; o perdedor teria que ficar 24 horas preso em uma cadeia de Nova Iorque. | 9:38  |
| 6                                           | The Legion of Doom (Hawk e Animal) derrotaram The Nasty Boys (Brian Knobbs e Jerry Sags) (c)                                          | Street Fight pelo WWF Tag Team Championship                                                     | 7:45  |
| 7                                           | Irwin R. Schyster derrotou Greg Valentine                                                                                             | Luta individual                                                                                 | 7:07  |
| 8                                           | Hulk Hogan e The Ultimate Warrior derrotaram Sgt. Slaughter, Colonel Mustafa e General Adnan                                          | Luta 3-contra-2 com Sid Justice como árbitro especial                                           | 12:40 |
| (c) – Refere-se aos campeões antes da luta. | |                                                                                                 |       |

## Outros
- Comentaristas: Bobby "The Brain" Heenan, Gorilla Monsoon e "Rowdy" Roddy Piper
- Apresentador de ringue: Howard Finkel